# 1848
1848 (MDCCCXLVIII) byl rok, který dle gregoriánského kalendáře započal sobotou.

## Události
- 3. ledna – Při potyčkách s vojskem maršála Radeckého zahynulo v Miláně 5 osob a 59 jich bylo raněno.
- 20. ledna – Dánský král Frederik VII. oznámil zavedení konstituční monarchie.
- 24. ledna – Nálezem zlata při stavbě pily Johna Suttera bylo objeveno zlato a začala kalifornská zlatá horečka.
- únor – Členové klubu Repeal vylepili v Praze letáky vyzývající k odboji proti absolutistickému režimu.
- 2. února – Byla ukončena mexicko-americká válka.
- 21. února – V Paříži vypukla Únorová revoluce.
- 24. února – Karel Marx a Friedrich Engels zveřejnili Komunistický manifest.
- 24. února – Byla vyhlášena Druhá Francouzská republika
- 11. března – V Praze ve Svatováclavských lázních byl založen Národní výbor.
- 13. března – Ve Vídni při střetu vojska s demonstranty zahynulo 5 lidí a vypukla revoluce. Kancléř Metternich abdikoval a odešel do exilu.
- 15. března – V Pešti vypukla Maďarská revoluce.
- 18. března
  - Ve Vídni přijal císař Ferdinand I. Dobrotivý petici s požadavky českého lidu. Většině požadavků vyhověl a výsledkem bylo mimo jiné i odebrání politické i jiné moci vrchnosti. Zavedením těchto občanských práv a svobod postupně vymizela ze slovníků lidí slova vrchnost, poddaní, panské, feudál, desátek, robota, apod. a byla nahrazena slovy novými, do těch dob neznámými: národní garda, volby, volební právo, poslanec, svoboda tisku, městský úřad, ale také berní úřad, finanční stráž a veřejný soud.
  - V Berlíně při srážkách demonstrantů s vojskem padlo na barikádách asi 254 lidí.
- 18.–22. března – V Miláně vypuklo povstání, při kterém zahynulo 181 vojáků maršála Radeckého a přes 400 rebelů. Povstáním byla zahájena První italská válka za nezávislost.
- 19. března – Při pouličních nepokojích ve Stockholmu bylo zabito 18 demonstrantů.
- 22. března – V Benátkách byla vyhlášena mezinárodně neuznaná Republika svatého Marka. Zanikla 22. srpna 1849 po obléhání vojskem maršála Radeckého.
- 23. března – Založeno Otago na Novém Zélandu.
- 24. března – Začala Prusko-dánská válka.
- 11. dubna – František Palacký napsal list přípravnému výboru frankfurtského sněmu, v němž odmítl zapojení českých zemí do sjednoceného Německa.
- 25. dubna – Císař Ferdinand I. ve Vídni schválil Dubnovou ústavu.
- 30. dubna – V Praze byl založen spolek Slovanská lípa.
- květen – Zemské volby na Moravě
- 6. května – V Bitvě u Santa Lucie mezi Sardinským královstvím a Rakouským císařstvím padlo 170 vojáků a zvítězilo rakouské vojsko maršála Radeckého.
- 18. května – Ve Frankfurtu nad Mohanem se poprvé sešel Frankfurtský parlament.
- 29. května – Wisconsin se stal 30. státem USA.
- červen – Zemské volby v Čechách
- 2.–12. června – Slovanský sjezd v Praze
- 12.–17. června – Při Pražském červnovém povstání zahynulo několik desítek lidí. Bylo potlačeno vojskem pod vedením Alfreda Windischgrätze.
- 17. června – Při krveprolití v Běchovicích zahynulo několik osob a desítky jich bylo raněno.
- 4. červenec – Ve Washingtonu byl položen základní kámen Washingtonova monumentu.
- 5. července – 67 pražských měšťanů poděkovalo Alfredu Windischgrätzi za potlačení červnového povstání a požádalo jej o zachování výjimečného stavu a vojenské přítomnosti.
- 6. července – Sedlák, řezník a uzenář Georg Schicht z Rynoltic obdržel živnostenské povolení k výrobě mýdla a založil pak svůj podnik, vyrábějící „mýdlo s jelenem“ – z podniku dnešní Setuza.
- 25. července – V Bitvě u Custozy mezi Sardinským královstvím a Rakouským císařstvím zvítězila rakouská vojska pod vedením maršála Radeckého.
- 27. července – Při explozi lokomotivy Jason na železniční trati mezi Napajedly a Hulínem zahynuli tři lidé a dva byli zraněni.
- 7. září – Císař Ferdinand I. Dobrotivý podepsal zákon o zrušení poddanství.
- 11. září – V Petrohradě se konala svatba velkoknížete Konstantina Nikolajeviče Romanova a princezny Alexandry Sasko-Altenburské
- 12. září – Nová ústava změnila švýcarskou konfederaci na federaci.
- 16. září – Ve Vídni se pod vedením Ľudovíta Štúra, Jozefa Miloslava Hurbana a Michala Miloslava Hodži sešlo asi 200 osob a bylo zahájeno Slovenské povstání.
- 22. října – V Arcibiskupském zámku v Kroměříži byl zahájen Kroměřížský sněm.
- 2. prosince – V Arcibiskupském paláci v Olomouci abdikoval rakouský císař Ferdinand I. ve prospěch svého synovce Františka Josefa I.

### Probíhající události
- 1817–1864 – Kavkazská válka
- 1845–1849 – Velký irský hladomor
- 1846–1848 – Mexicko-americká válka
- 1848–1849 – Revoluce v roce 1848, Revoluce v Rakouském císařství, Maďarská revoluce, Slovenské povstání
- 1848–1849 – První italská válka za nezávislost
- 1848–1852 – Prusko-dánská válka

## Vědy a umění
- Astronomové William Cranch Bond a William Lassell objevili nezávisle na sobě Saturnův měsíc Hyperion.
- První vědecká expedice navštívila ruiny mayského města Tikal.
- Britský důstojník Edmund Flint našel na Gibraltaru lebku, která byla později označena za první nález pozůstatků neandertálce.
- Američan W. Young si patentoval první zmrzlinářský stroj
- Johann Strauss starší složil Radeckého pochod na počest maršála Radeckého.

### Knihy
- Anne Brontëová – Dvojí život Heleny Grahamové
- Alexandre Dumas mladší – Dáma s kaméliemi
- Alexandre Dumas starší – Josef Balsamo
- Alexandre Dumas starší – Paměti lékařovy
- Elizabeth Gaskellová – Mary Bartonová
- William Makepeace Thackeray – Jarmark marnosti
- Karl Marx a Friedrich Engels – Komunistický manifest

## Narození

### Česko

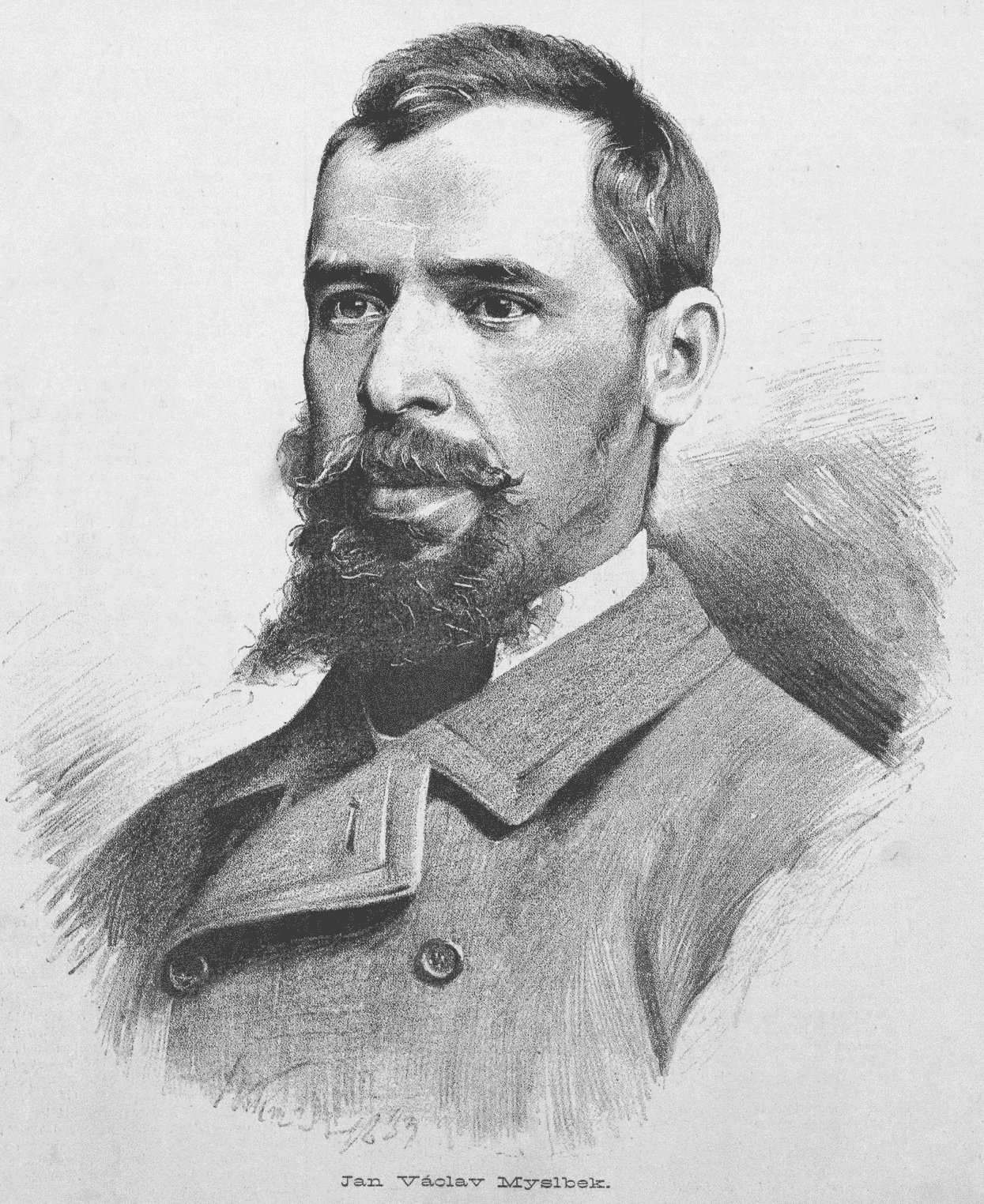
Josef Václav Myslbek (1848–1922)

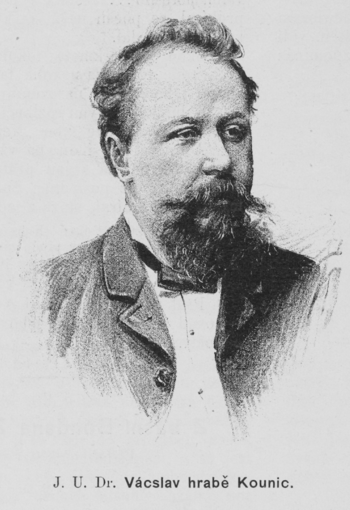
Václav Robert z Kounic (1848–1913)

- 2. ledna – Čeněk Kalandra, spisovatel, dramatik a překladatel († 29. února 1928)
- 5. ledna – Adolf Krössing, operní pěvec († 28. ledna 1933)
- 11. ledna – Vilém Teklý, pedagog, agrární odborník a politik († 22. července 1925)
- 19. června – František Janiš, teolog († 4. září 1910)
- 21. ledna – Vincenc Dvořák, fyzik působící v Chorvatsku († 6. května 1922)
- 6. února – Antonín Vávra, rektor ČVUT († 1. listopadu 1928)
- 9. února – Jan Sedláček, architekt a spisovatel († 31. srpna 1916)
- 13. února – Karel Klostermann, spisovatel († 16. července 1923)
- 1. března – Jan Váňa, filolog († 17. května 1915)
- 7. března – Josef Sylvestr Vaněček, matematik († 13. srpna 1922)
- 9. března
  - Antonín Pulda, herec a režisér († 3. října 1894)
  - Josef Jakub Toužimský, novinář a spisovatel († 22. července 1903)
- 6. dubna – Jan Vincenc Diviš, cukrovarník, starosta, spisovatel († 13. října 1923)
- 7. dubna – Anton Gassauer, česko-rakouský právník († 1. ledna 116)
- 16. dubna – Karel Zahradník, matematik († 23. dubna 1916)
- 18. dubna – Bohuslav Hřímalý, houslista a dirigent († 11. října 1894)
- 25. května – Jan Urban Jarník, profesor románských jazyků († 12. ledna 1923)
- 20. června – Josef Václav Myslbek, sochař († 2. června 1922)
- 3. července – Wilhelm Plenkner, vodohospodářský inženýr († 17. ledna 1917)
- 12. července – Leopold Adler, fotograf († 8. května 1924)
- 1. srpna – František Kmoch, dirigent a skladatel († 30. dubna 1912)
- 2. srpna – Josef Šmaha, herec a režisér († 11. května 1915)
- 16. srpna – Josef Brdlík, podnikatel a politik († 22. listopadu 1932)
- 24. srpna – Jan Podlipný, pražský advokát a starosta († 19. března 1914)
- 31. srpna – Emil Weyr, matematik († 25. ledna 1894)
- 1. září – Bartoloměj Navrátil, matematik a fyzik († 12. dubna 1927)
- 7. září – Alexandr Brandejs, statkář, podnikatel a mecenáš († 19. května 1901)
- 26. září – Václav Robert z Kounic, politik († 14. října 1913)
- 23. října
  - Anton Brenek, rakouský sochař českého původu († 18. listopadu 1908)
  - Gustav Adámek, rakousko-český politik a poslanec Českého zemského sněmu († 21. září 1905)
- 27. října – Josef von Pop, předlitavský státní úředník a politik († 20. července 1917)
- 8. listopadu – Bohumil Adámek, básník a dramatik († 28. října 1915)
- 20. listopadu – Otakar Feistmantel, geolog a paleontolog († 10. února 1891)
- 21. listopadu – Věnceslav Hrubý, právník, filolog, historik a politik († 9. ledna 1933)
- 7. prosince – Johann Palisa, česko-rakouský astronom († 2. května 1925)
- 9. prosince – František Brábek, překladatel z maďarštiny († 23. května 1926)
- 20. prosince – Hans Watzek, rakouský fotograf narozený v Čechách († 12. května 1903)
- 24. prosince – Ladislav Jan Pospíšil, knihkupec a náměstek purkmistra Hradce Králové († 6. března 1893)

### Svět

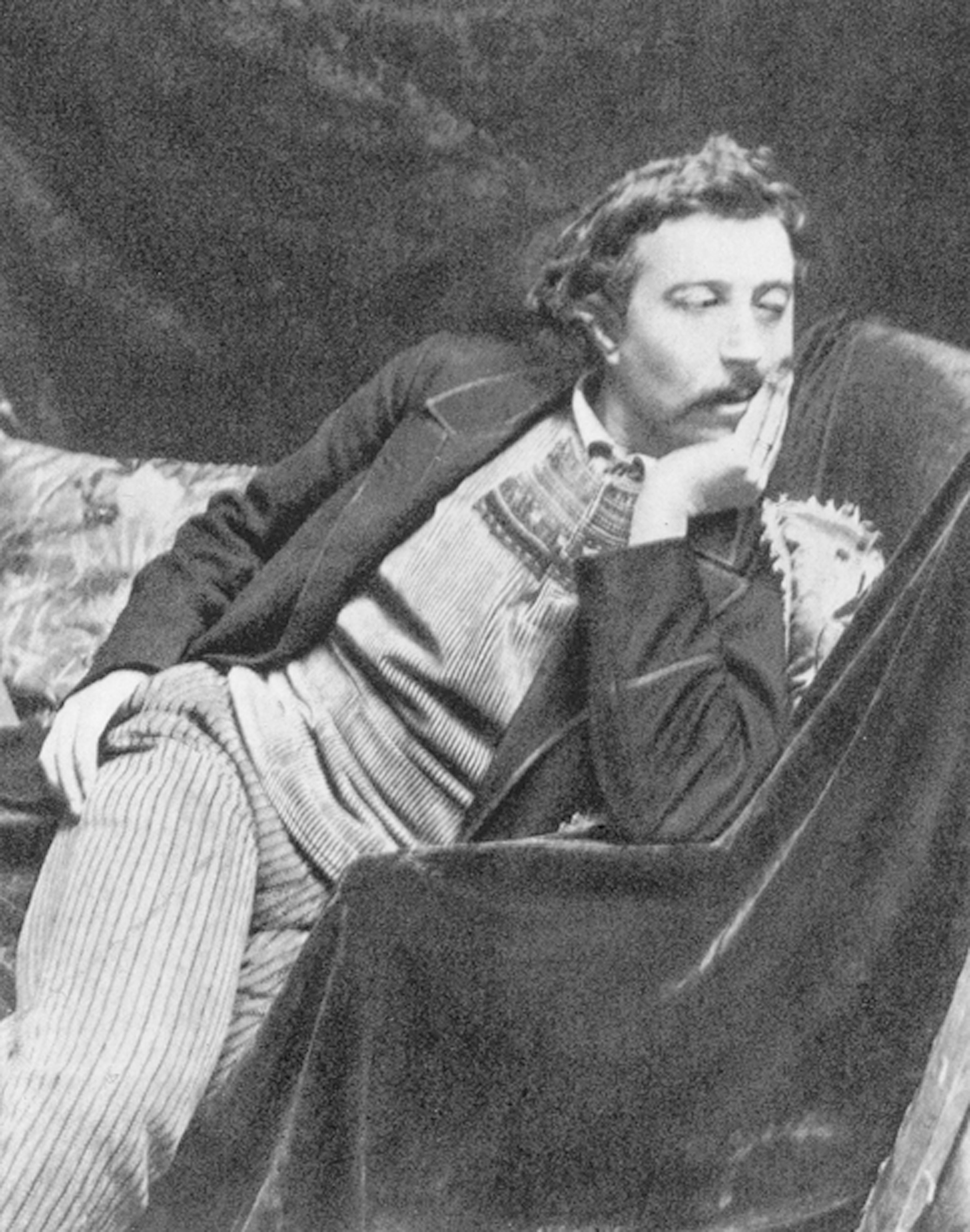
Paul Gauguin (1848–1903)

- 6. ledna – Christo Botev, bulharský básník a revolucionář († 1. června 1876)
- 13. ledna – Franz von Soxhlet, německý zemědělský chemik († 5. května 1926)
- 21. ledna – Henri Duparc, francouzský skladatel († 12. února 1933)
- 24. ledna – Vasilij Ivanovič Surikov, ruský malíř († 19. března 1916)
- 25. ledna – Vilém II. Württemberský, poslední württemberský král († 2. října 1921)
- 27. ledna – Heihačiró Tógó, japonský admirál († 30. května 1934)
- 5. února – Louis Schmeisser, německý konstruktér zbraní († 23. března 1917)
- 14. února – Jean Aicard, francouzský spisovatel, básník a dramatik († 13. května 1921)
- 16. února
  - Hugo de Vries, nizozemský botanik, evoluční biolog († 21. května 1935)
  - Octave Mirbeau, francouzský spisovatel († 16. února 1917)
- 25. února – Vilém II. Württemberský, poslední württemberský král († 2. října 1921)
- 18. března – Luisa Sasko-Koburská, britská princezna († 3. prosince 1939)
- 19. března – Wyatt Earp, americký šerif († 13. ledna 1929)
- 31. března – Diederik Korteweg, nizozemský matematik († 10. května 1941)
- 7. dubna – Jean Geiser, švýcarský fotograf († 7. září 1923)
- 9. dubna
  - Pierre Daniel Chantepie de la Saussaye, nizozemský religionista († 20. dubna 1920)
  - Ezechiel Moreno Díaz, biskup a světec († 19. srpna 1906)
- 20. dubna – Kurd Lasswitz, německý matematika spisovatel († 17. října 1910)
- 21. dubna – Carl Stumpf, německý filozof, psycholog a muzikolog († 25. prosince 1936)
- 27. dubna – Ota I. Bavorský, bavorský král († 11. října 1916)
- 28. dubna – Ludvig Schytte, dánský pianista, skladatel, pedagog a lékárník († 10. listopadu 1909)
- 11. května – Wilhelm Windelband, německý filosof († 22. října 1915)
- 15. května
  - 15. května – Adolf Kaufmann, rakouský malíř († 25. listopadu 1916)
  - 15. května – Viktor Michajlovič Vasněcov, ruský malíř († 23. července 1926)
- 18. května – Hermann Diels, německý klasický filolog, historik dějin filozofie († 4. června 1922)
- 22. května – Fritz von Uhde, německý malíř († 25. února 1911)
- 23. května – Otto Lilienthal, německý průkopník letectví a konstruktér († 10. srpna 1896)
- 24. května – Johanna Buska, německá herečka († 16. května 1922)
- 25. května – Helmuth von Moltke mladší, německý generál († 18. června 1916)
- 29. května – Anton Emanuel Schönbach, rakouský germanista a literární vědec († 25. srpna 1911)
- 7. června – Paul Gauguin, francouzský malíř († 8. května 1903)
- 15. června – Adolf Láng, uherský architekt († 2. května 1913)
- 16. června – bl. František Maria od Kříže, německý katol. kněz a zakladatel salvatoriánů († 8. září 1918)
- 2. července – Pierre-Georges Jeanniot, francouzský malíř († 9. ledna 1934)
- 9. července – Robert I. Parmský, vévoda v Parmě, Piacenze a Guastalle († 16. listopadu 1907)
- 13. července – Wojciech Dzieduszycki, předlitavský politik († 23. března 1909)
- 15. července – Vilfredo Pareto, italský ekonom († 19. srpna 1923)
- 18. července – William Gilbert Grace, anglický lékař a hráč kriketu († 23. října 1915)
- 22. července – Adolf Fridrich V. Meklenbursko-Střelický, meklenbursko-střelický velkovévoda († 11. června 1914)
- 25. července – Arthur Balfour, britský premiér († 19. března 1930)
- 27. července
  - Loránd Eötvös, maďarský fyzik († 8. dubna 1919)
  - Boris Stürmer, ruský ministerský předseda († 9. září 1917)
- 1. srpna – Rudolf Dührkoop, německý fotograf († 3. dubna 1918)
- 19. srpna – Gustave Caillebotte, francouzský malíř († 21. února 1894)
- 22. srpna – Pavle Jurišić Šturm, srbský generál († 14. ledna 1922)
- 26. srpna – Behice Sultan, osmanská princezna (sultánka), dcera sultána Abdülmecida I. († 30. listopadu 1876)
- 28. srpna – Ivan Nikolajevič Gorožankin, ruský botanik († 20. listopadu 1904)
- 3. října
  - Adolf von Jorkasch-Koch, předlitavský státní úředník a politik († 23. dubna 1909)
  - Franciszek Michejda, polský národní buditel († 12. února 1921)
- 5. října
  - Vinzenz Baillet von Latour, předlitavský státní úředník a politik († 4. prosince 1913)
  - Liborius von Frank, rakousko-uherský generál († 26. února 1935)
  - Guido von List, rakouský básník, novinář a okultista († 17. května 1919)
- 16. října – Francis Darwin, britský botanik († 19. září 1925)
- 23. října – Amálie Sasko-Coburská, koburská princezna a bavorská vévodkyně († 6. května 1894)
- 8. listopadu – Gottlob Frege, německý matematik († 26. července 1925)
- 11. listopadu – Zinovij Petrovič Rožestvenskij, viceadmirál ruského carského námořnictva († 14. ledna 1909)
- 24. listopadu – Lilli Lehmann, německá operní zpěvačka († 17. května 1929)
- 25. listopadu – María Catalina Irigoyen Echegaray, španělská řeholnice, blahoslavená († 10. října 1918)
- 26. listopadu – Pierre-Ernest Prins, francouzský malíř († 21. ledna 1913)
- 9. prosince – Hugo Glanz von Eicha, předlitavský šlechtic a politik († 9. června 1915)
- 19. prosince – Jules Richard, francouzský průmyslník a fotograf († 18. června 1930)
- 22. prosince – Ulrich von Wilamowitz-Moellendorff, německý klasický filolog († 25. září 1931)
- 31. prosince – Amos Burn, anglický šachový mistr († 25. listopadu 1925)
- neznámé datum
  - Neşerek Kadınefendi, konkubína osmanského sultána Abdulazize († 11. června 1876)
  - Katarina Konstantinović, srbská šlechtična a milenka knížete Michala III. († 1910)

## Úmrtí

### Česko

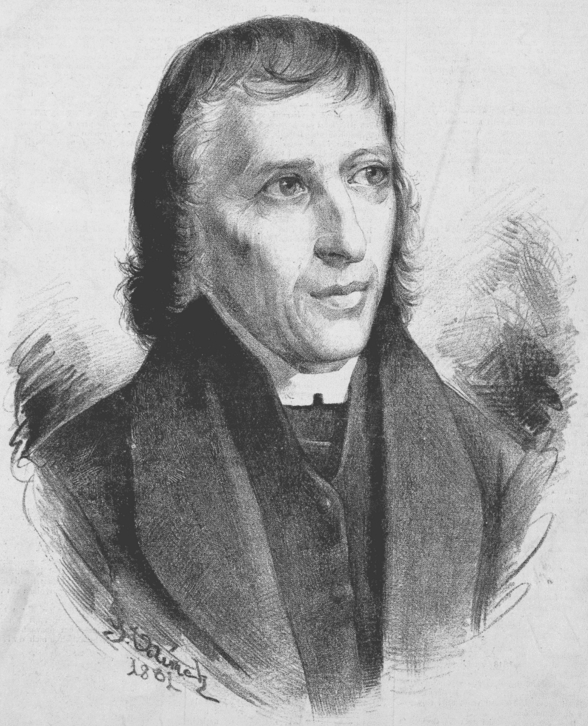
Bernard Bolzano (1781–1848)

- 27. dubna – Josef Jüttner, kartograf (* 12. září 1775)
- 12. června – Marie Eleonora Windischgrätzová, šlechtična, manželka Alfreda Windischgrätze (* 21. září 1796)
- 18. září – Felix Lichnovský z Voštic, slezský šlechtic a politik (* 5. dubna 1814)
- 15. prosince – Dominik František Kynský, učitel, kněz, básník a překladatel (* 4. října 1777)
- 18. prosince – Bernard Bolzano, matematik, kněz a filozof (* 5. října 1781)

### Svět

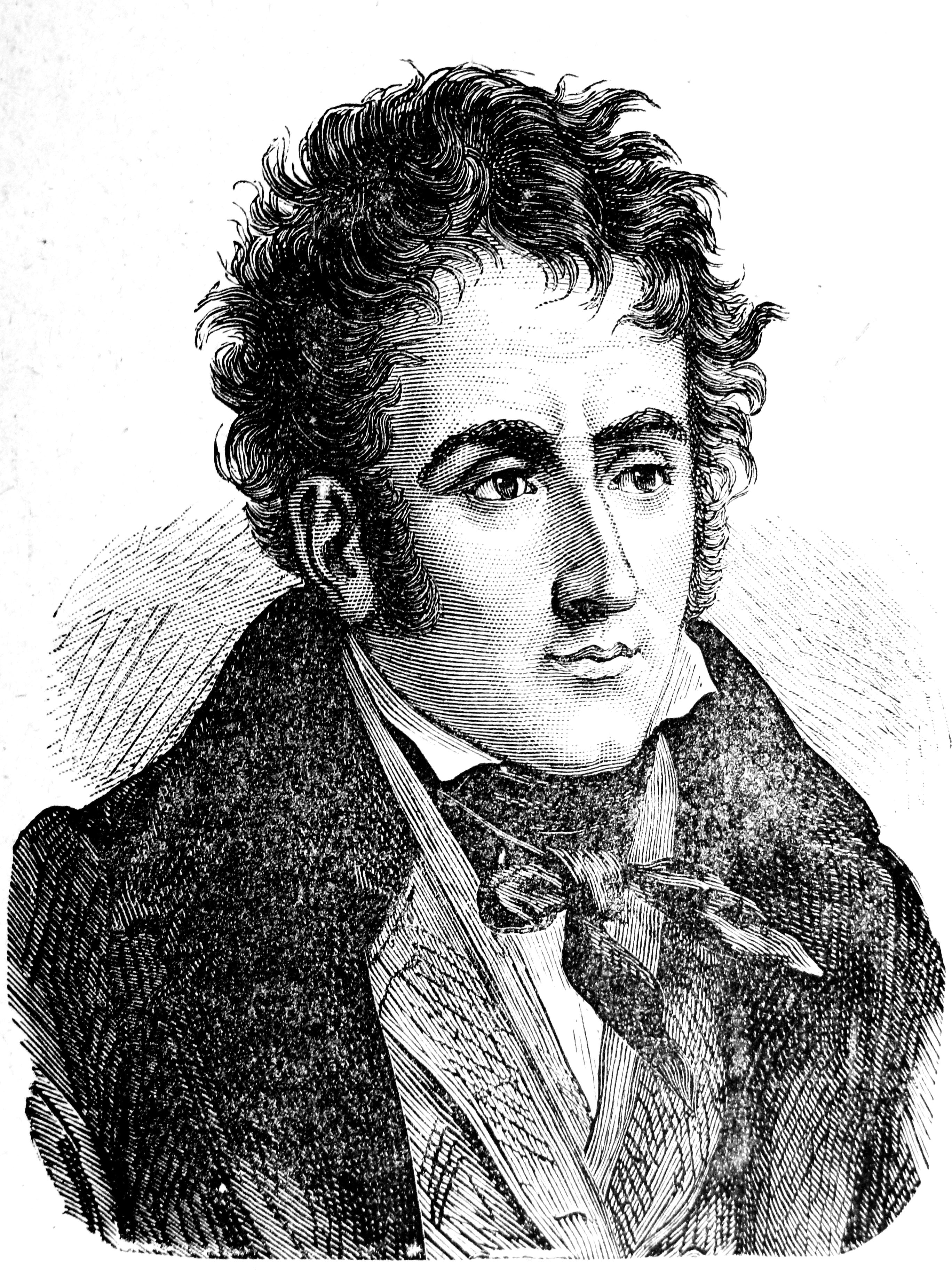
François René de Chateaubriand (1768–1848)

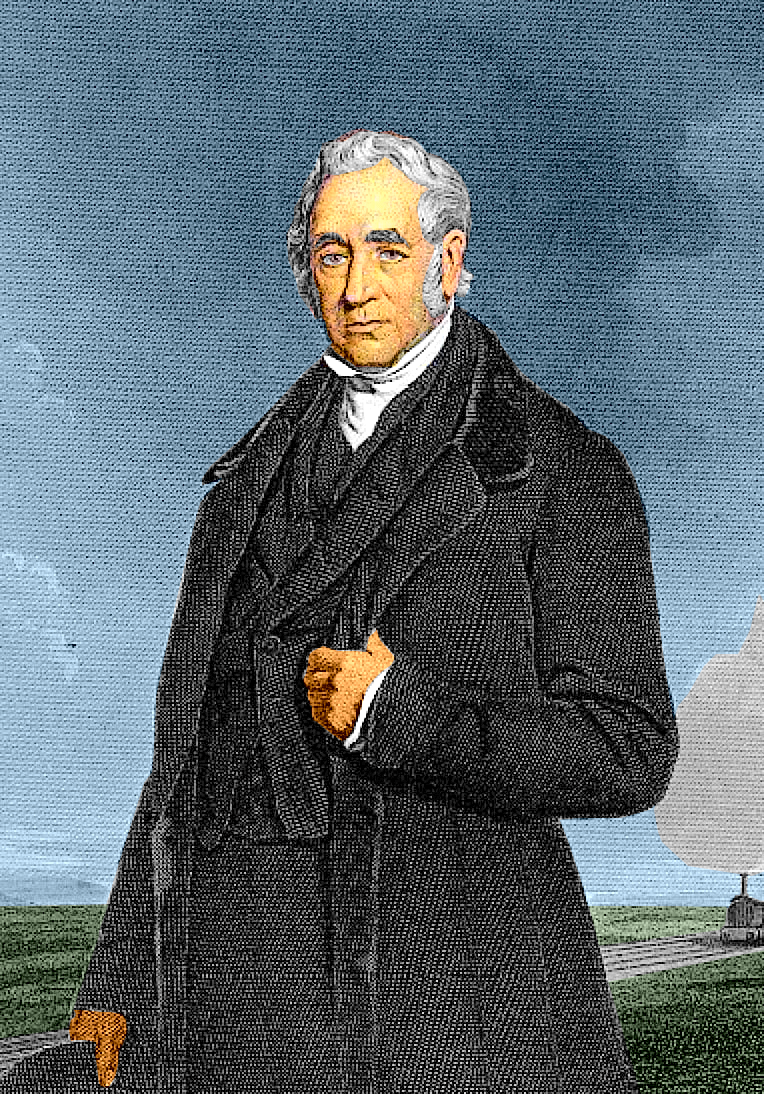
George Stephenson (1781–1848)

- 5. ledna – Ferdinando Orlandi, italský hudební skladatel a pedagog (* 7. října 1774)
- 9. ledna – Caroline Herschel, britská astronomka německého původu (* 16. března 1750)
- 14. ledna – Robert Adamson, skotský chemik a fotograf (* 26. dubna 1821)
- 20. ledna – Kristián VIII., dánský a norský král (* 18. září 1786)
- 22. ledna – Javier de Burgos, španělský právník, politik, novinář a překladatel (* 22. října 1778)
- 29. ledna – Joseph Görres, německý literární kritik a publicista (* 25. ledna 1776)
- 11. února – Thomas Cole, anglicko-americký malíř (* 1. února 1801)
- 23. února
  - John Quincy Adams, šestý prezident Spojených států amerických (* 11. června 1767)
  - Josefína z Fürstenbergu-Weitry, rakouská šlechtična a kněžna z Lichtenštejna (* 21. června 1776)
- 14. března – Adriano Balbi, italský geograf a statistik (* 25. dubna 1782)
- 26. března – Steen Steensen Blicher, dánský kněz, básník a spisovatel (* 11. října 1782)
- 29. března – John Jacob Astor, americký obchodník a miliardář (* 17. července 1763)
- 8. dubna – Gaetano Donizetti, italský hudební skladatel (* 29. listopadu 1797)
- 14. dubna – Chačatur Abovjan, arménský spisovatel a národní buditel (* 15. října 1809)
- 3. května – Hans Ernst Karl von Zieten, pruský polní maršál (* 5. března 1770)
- 25. května – Annette von Droste-Hülshoffová, německá spisovatelka (* 10. ledna 1797)
- 4. června – Esma Sultan, osmanská princezna a dcera sultána Abdulhamida I. (* 17. července 1778)
- 7. června – Vissarion Grigorjevič Bělinskij, ruský literární kritik, estetik, radikální demokrat (* 13. června 1811)
- 16. června – Ludvík II. Hesenský, hesenský velkovévoda (* 26. prosince 1777)
- 27. června – Denys Affre, francouzský arcibiskup (* 27. září 1793)
- 4. července – François René de Chateaubriand, francouzský spisovatel a diplomat (* 4. září 1768)
- 5. srpna – Nicola Vaccai, italský skladatel a pedagog (* 15. března 1790)
- 7. srpna – Jöns Jacob Berzelius, švédský chemik (* 20. srpna 1779)
- 12. srpna – George Stephenson, anglický vynálezce, otec parostrojní železnice (* 9. června 1781)
- 22. září – James Dunlop, australský astronom (* 31. října 1793)
- 24. září – Branwell Brontë, anglický malíř a básník (* 26. června 1817)
- 6. října – Theodor Baillet de Latour, rakouský důstojník a politik (* 15. června 1780)
- 12. listopadu – Johann Gottfried Sommer, německý topograf a spisovatel (* 1782)
- 14. listopadu – Ludwig Schwanthaler, bavorský sochař (* 26. srpna 1802)
- 24. listopadu – William Lamb, britský státník (* 15. března 1779)
- 28. listopadu – Amálie Württemberská, sasko-altenburská vévodkyně (* 28. června 1799)
- 16. prosince – Bruno Abegg, pruský politik (* 17. ledna 1803)
- 19. prosince – Emily Brontëová, britská spisovatelka (* 30. července 1818)
- 28. prosince – Augustus d'Este, vnuk britského krále Jiřího III. (* 3. ledna 1794)
- ? – Ludwig Leichhardt, pruský cestovatel a přírodovědec (* 23. října 1813)

## Hlavy států

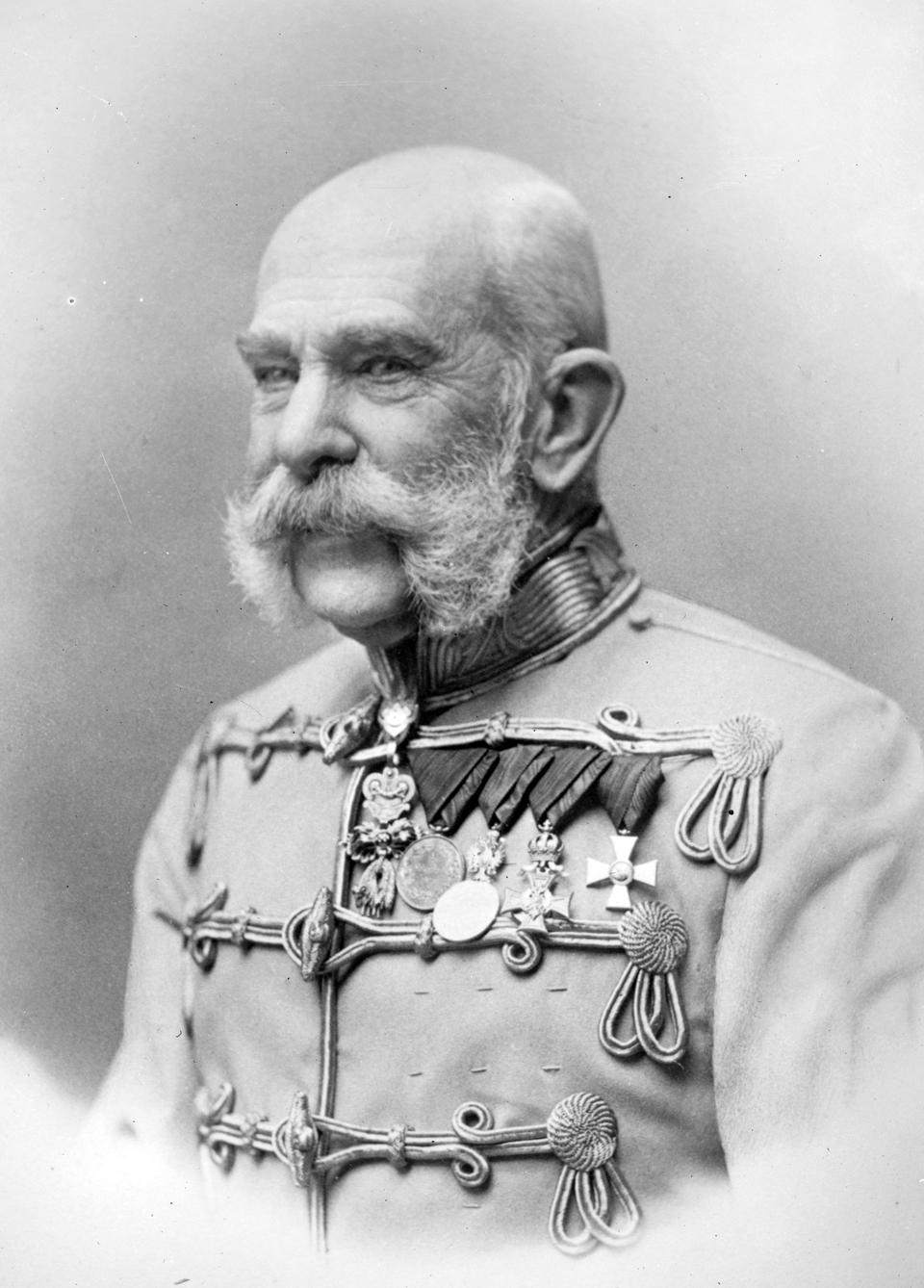
Rakouským císařem se stal František Josef I.

- Francie – Ludvík Filip (1830–1848) do 24. února / Ludvík Napoleon (1848–1852) od 20. prosince
- Království obojí Sicílie – Ferdinand II. (1830–1859)
- Osmanská říše – Abdülmecid I. (1839–1861)
- Prusko – Fridrich Vilém IV. (1840–1861)
- Rakouské císařství – Ferdinand I. (1835–1848) do 2. prosince / František Josef I. (1848–1916) od 2. prosince
- Rusko – Mikuláš I. (1825–1855)
- Spojené království – Viktorie (1837–1901)
- Španělsko – Isabela II. (1833–1868)
- Švédsko – Oskar I. (1844–1859)
- USA – James K. Polk (1845–1849)
- Papež – Pius IX. (1846–1878)
- Japonsko – Kómei (1846–1867)
- Lombardsko-benátské království – Rainer Josef Habsbursko-Lotrinský, poté Josef Radecký